# Вышгород-на-Яхроме
Городище Вышгород-на-Яхроме — исчезнувший древнерусский город, находившийся на территории современного Дмитровского района Московской области. Вышгород-на-Яхроме был вторым по значению городом удельного Дмитровского княжества и считался одним из богатейших городов Московского княжества.
С XIV века был центром волости. Центр Вышегородского стана в XVI—XVII веках.
В начале XVII века, в Смутное Время город был разграблен и разрушен польско-литовскими интервентами и после этого не восстановился.

## Расположение
Город находился примерно в часе конного пути от города Дмитрова (около двенадцати километров) в 2-х километрах к юго-востоку от села Ильинское и 1,2 километрах к юго-юго-востоку от деревни Пуриха, на правом берегу реки Комарихи (левый приток реки Яхрома) на отроге Клинско-Дмитровской гряды, известном под названиями Баран-Гора и Бараний Лоб.

## История
Баран-гора и её окрестности были заселены человеком с древнейших времён. Археологи нашли на Баран-горе городище раннего железного века, относимое к дьяковской культуре — археологической культуре железного века, существовавшей в VII до н. э. — VII веках.
Проведенная в 1933 году археологическая экспедиция обнаружила на этой возвышенности городище, которое представляет собой остатки исчезнувшего города-крепости. Площадка городища размерами 300х70-200 м вытянута с северо-запада на юго-восток, высота над рекой Комариха — около 40 метров, поросла лесом, с напольной юго-восточной стороны — вал высотой 2,5 метра и ров глубиной до 1,7 метра при ширине около 22 метров. Вал имеет округлый выступ диаметром 6 метров, обращенный в сторону рва. На северо-западном конце площадки — заплывшая ложбина, являющаяся, возможно, остатками рва. Общая площадь Вышгородского городища — около 10 гектаров. Культурный слой толщиной 0,2—0,4 метра. При раскопках были найдены обломки гончарной посуды XII—XV веков.
В X—XII веках при миграции населения из южнорусских княжеств на Северо-Восток Руси было свойственно давать вновь основанным городам названия существующих городов южнорусских княжеств — Переяславль, Перемышль, Звенигород, Владимир, Галич. Вероятно, что в Вышгороде-на-Яхроме также находилась одна из резиденций дмитровских удельных князей, аналогично киевскому Вышгороду. Одновременно город был местом сбора дани с окрестного населения и крепостью-форпостом Дмитрова, предупреждающем об опасности с юга.
Город упомянут в духовной грамоте Великого князя Московского Дмитрия Донского — «а се даю сыну моему Петру Вышгород со всеми деревнями» и в духовной грамоте князя Звенигородского и Галицкого Юрия Дмитриевича 1433 года.
С XIV века был центром волости. Письменными источниками XVI—XVII веков часто упоминается как Вышегородский стан.
В начале XVII в., в Смутное Время город был разграблен и разрушен поляками Лисовского и после этого не восстановился.

### Новейшая история
Место, где находился Вышгород-на-Яхроме, издавна считается сакральным местом или «местом силы» и притягивает представителей различных субкультур — от растаманов до язычников-родноверов. В начале семидесятых годов прошлого века здесь проводились регулярные слеты бардов. Сюда приезжал и Владимир Высоцкий.
В апреле 2018 года по соседству с городищем начали обустраивать карьер. В ходе работ уже вырублен лесной массив, происходит разравнивание поверхности. По сведениям канала Вести.Ru правом распоряжаться 20 га земли получила компания Дорстрой-12. Общественность и научное сообщество составили обращение в правоохранительные органы.

## Легенды. Мифы города
О Вышгороде-на-Яхроме существует много легенд. Наиболее известные из них:
- о священном Синем камне, что находится у подножия Баран-Горы, на северном берегу реки Яхрома. Камень этот издавна считается обладающим целебной силой, и даже в середине прошлого столетия многие люди приходили к нему лечиться от всяческих недугов;
- о существовавшей в городе церкви, к которой шла мраморная лестница. Но однажды вся церковь ушла под землю. С этих пор, при поисках старинных реликвий, в этой местности пропало много народу. Возможно, люди проваливались в подземные пустоты.